# Gabriel James Rains
Pour les articles homonymes, voir Rains.
Gabriel James Rains (4 juin 1803 - 6 septembre 1881) est un officier de carrière de l'armée des États-Unis et un brigadier général dans l'armée des États confédérés pendant la guerre de Sécession.

## Biographie

### Jeunesse
Gabriel James Rains naît en juin 1803 à New Bern, en Caroline du Nord, fils de Gabriel Manigault Rains, ébéniste, et d'Ester Ambrose. Son frère cadet, George Washington Rains, est aussi un brigadier général dans la milice de Géorgie, et les deux sont connus comme les « Bomb Brothers »  pour leur création et l'emploi de mines terrestres, de torpilles, de pièges, et d'autres explosifs. Rains est diplômé de l'académie militaire de West Point, à New York, en 1827, treizième de sa promotion. Parmi ses camarades de classe, on retrouve Leonidas Polk, Napoléon Bonaparte Buford, et Philippe St. George Cooke.

### Militaire de carrière

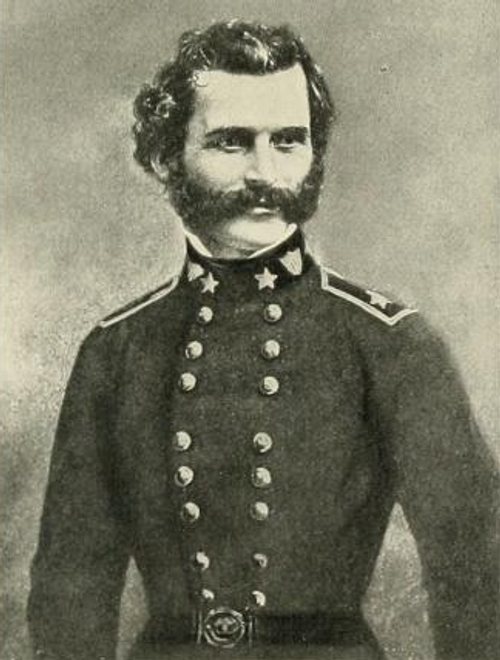
Photo au début dans l'uniforme de l'armée des États-Unis.

Après l'obtention du diplôme, Rains est nommé second lieutenant dans l'infanterie. Rains sert pendant les guerres Séminoles et est promu capitaine le 25 décembre 1837, et breveté commandant le 28 avril 1840, pour son service contre les Séminoles, près de fort King, en Floride, où il met en déroute une force supérieure, et est deux fois gravement blessé. L'une de ses blessures est considérée comme mortelle, et plusieurs avis nécrologiques sont publiées, mais il survit à ses blessures. Rains prend part à la guerre américano-mexicaine et est engagé dans la défense de fort Brown en mai 1846. Lorsque le général Pedro de Ampudia exige la reddition du fort, Rains donne la voix décisive lors du vote contre la reddition par le conseil des officiers. À la suite de la bataille de Resaca de la Palma, il est envoyé aux États-Unis pour un service de recrutement, et organise une grande partie des recrues pour la campagne du général Winfield Scott. Rains est promu commandant des réguliers, le 9 mars 1851, et à partir de 1853 jusqu'à la guerre de Sécession, il sert sur la côte du Pacifique, où il prend part aux guerres Indiennes. En 1855, il est breveté brigadier général des volontaires du territoire de Washington. Rains est le commandant de fort Humboldt de 1856 jusqu'en 1860. Il est promu lieutenant colonel des réguliers, le 5 juin 1860, mais il démissionne de la commission le 31 juillet 1861, et rejoint l'armée des États confédérés, dans laquelle il est nommé brigadier général et obtient le commandement d'une brigade dans la région de Richmond.

### Guerre de Sécession
Rains est blessé lors de la bataille de Seven Pines, et est remarqué par le major général Daniel Harvey Hill pour sa manœuvre de flanquement réussie qui a changé le cours de la bataille en faveur des confédérés. Rains, qui a 59 ans quelques jours après la bataille, est l'un des plus vieux officiers de l'armée confédérée, et il est décidé de le réaffecter à un poste exigeant moins de travail physique.
Après avoir récupéré de ses blessures, il est ensuite placé à la tête des bureaux de la conscription et des torpilles à Richmond au sein du département de la Guerre des États confédérés. Il organise le système des torpilles et des mines, qui protège les ports de Charleston, Savannah, Mobile et d'autres villes portuaires, et invente une des premières mines terrestres qui est utilisée avec succès dans la bataille.

#### Mines terrestres
Le développement de la première mine anti-personnelle terrestre hautement explosive à détonateur mécanique est attribué à Rains au cours de la bataille de Yorktown en 1862,. En tant que capitaine, Rains a précédemment employé des pièges explosifs pendant les guerres séminoles de Floride dans les années 1840. À la fois à détonateur mécanique et électrique, les « mines terrestres » sont employées, mais à la fin de la guerre, les détonateurs mécaniques sont connus pour être généralement plus fiables. Beaucoup de ces modèles sont improvisés sur le terrain, en particulier à partir d'obus explosifs, mais à la fin de la guerre de Sécession, près de 2 000 « mines Rains » modèle standard ont été déployées.

### Après guerre et mort
À la suite de la fin de la guerre, Rains travaille comme chimiste à Augusta, en Géorgie, mais part ensuite à Charleston, en Caroline du Sud, où il travaille en tant que employé civil dans le département des quartiers-maîtres de  l'armée américaine. Il meurt à Aiken, en Caroline du Sud le 6 août 1881, et est enterré dans le cimetière de St. Thaddeus.